# 佐兰·穆斯图尔
佐兰·穆斯图尔（羅馬化：Zoran Mustur，1953年7月12日—），南斯拉夫男子水球运动员。他曾代表南斯拉夫国家队参加1980年夏季奥林匹克运动会水球比赛，获得一枚银牌。